# Cortinas de Atiradores
As Cortinas de Atiradores é um lanço de muralha localizado entre a rua Fernando Tomás e o mar, na freguesia Cascais e Estoril, município de Cascais, distrito de Lisboa, em Portugal.
Encontram-se classificadas como Imóvel de Interesse Público através do Decreto nº 129 de 29 de Setembro de 1977.

## História
Foram erguidas no século XVIII, no período pós-Restauração da Independência portuguesa.
Em nossos dias a zona superior encontra-se um pouco desmantelada, dificultando a sua identificação. Encontra-se desprovido de qualquer elemento que assinale a sua existência ou história aos visitantes.

## Características
Estruturas complementares da fortificação da barra do rio Tejo, constituem-se num lanço de muralha orgânico (adaptado às condições do terreno). Em cantaria de calcário, a cortina estendia-se entre o Forte de Santa Catarina e o Forte do Almesqueiro, junto à água. Fechava desse modo o acesso à praia e permitia a distribuição da artilharia ao longo da sua estrutura.